# Centriscus cristatus
Centriscus cristatus is een straalvinnige vissensoort uit de familie van de snipmesvissen (Centriscidae). De wetenschappelijke naam van de soort is, als Amphisile cristata, voor het eerst geldig gepubliceerd in 1885 door De Vis.